# Liste der Naturdenkmale in Mögglingen
| Naturdenkmale | Anzahl |
| ------------- | ------ |
| FND           | 1      |
| END           | 1      |
| Gesamt        | 2      |

Die Liste der Naturdenkmale in Mögglingen nennt die verordneten Naturdenkmale (ND) der im baden-württembergischen Ostalbkreis liegenden Gemeinde Mögglingen. In Mögglingen gibt es insgesamt zwei als Naturdenkmal geschützte Objekte, davon ein flächenhaftes Naturdenkmal (FND) und ein Einzelgebilde-Naturdenkmal (END).
Stand: 1. November 2016.

## Flächenhafte Naturdenkmale (FND)
| Name                                   | Bild | Kennung     | Einzelheiten | Position | Fläche Hektar | Datum |
| -------------------------------------- | ---- | ----------- | ------------ | -------- | ------------- | ----- |
| Gehölzbestand u. Weiher beim Gollenhof | BW   | 81360430002 | Mögglingen   | ⊙        | 2,6           |       |
| Legende für Naturdenkmal               |      |             |              |          |               |       |

## Einzelgebilde (END)
| Name                     | Bild | Kennung     | Einzelheiten | Position | Fläche Hektar | Datum |
| ------------------------ | ---- | ----------- | ------------ | -------- | ------------- | ----- |
| 2 Linden mit Bildstöckle | BW   | 81360430001 | Mögglingen   | ⊙        | 0,0           |       |
| Legende für Naturdenkmal |      |             |              |          |               |       |